# コア助
コア助（コアすけ、10月3日 - ）は、日本の漫画家。男性。主に成年向け漫画で活動。
双葉社刊行メンズヤングにて賞デビュー。近年では竹書房のウェブコミック配信サイト『WEBコミックガンマぷらす』にて『ふしだら先生はいつも濡れ衣』を連載していた。

## 作品リスト

### 連載
- ふしだら先生はいつも濡れ衣（『ナマイキッ!』[3]連載、「WEBコミックガンマぷらす」に再掲[3]）
- エロゲの竿おじさんに転生してしまった（原作：トリアイナ、「WEBコミックガンマぷらす」連載[4]）

### 書籍
一般向け
- 『おとなのこ』 双葉社〈アクションコミックス〉、2010年6月28日、ISBN 978-4-575-83783-4
- 『熟れ処女』 少年画報社〈ヤングコミックコミックス〉、2013年2月8日、ISBN 978-4-7859-4015-7
- 『人妻な彼女❤』 竹書房〈バンブーコミックス〉、2015年12月18日発売、ISBN 978-4-8019-5430-4
- 『人妻な僕のヨメ』 竹書房〈バンブーコミックス〉、2017年5月6日発売、ISBN 978-4-8019-5934-7
- 『ふしだら先生はいつも濡れ衣』 竹書房〈バンブーコミックス〉、全2巻
  1. 2018年11月27日発売、ISBN 978-4-8019-6447-1
  2. 2020年4月24日発売、ISBN 978-4-8019-6983-4

- 『エロゲの竿おじさんに転生してしまった』原作：トリアイナ、竹書房〈バンブーコミックス〉、既刊3巻
  1. 2022年5月6日発売、ISBN 978-4-8019-7637-5
  2. 2023年3月16日発売、ISBN 978-4-8019-7973-4
  3. 2024年6月17日発売、ISBN 978-4-8019-8332-8

成人向け
- 『ゆるふわビッチ』 エンジェル出版〈エンジェルコミックス〉、2012年2月17日、ISBN 978-4-87306-413-0